# Hank McCamish Pavilion
Le Hank McCamish Pavilion, anciennement Alexander Memorial Coliseum (surnommé The Thrillerdome) est une salle omnisports située à Atlanta en Géorgie, sur le campus de l'université du Georgia Institute of Technology.
C'est le domicile des équipes masculine et féminine de basket-ball de l'université de Georgia Tech (Georgia Tech Yellow Jackets). Les Hawks d'Atlanta de la National Basketball Association y jouèrent de 1968 à 1972 puis de 1997 à 1999. La salle a une capacité de 9 191 places.
La salle abrite la franchise WNBA du Dream d'Atlanta pour les saisons 2017 et 2018 à cause de la rénovation du Philips Arena. Le Dream avait déjà disputé certaines rencontres en 2014 et 2016 au Hank McCamish Pavilion.

## Histoire
Il a été renommé "Hank McCamish Pavilion" le 19 octobre 2010.

## Événements

### Événements récurrents
- Cérémonie de remise des diplômes du Georgia Institute of Technology.
- Matchs de basket-ball masculin des Georgia Tech Yellow Jackets
- Matchs de basket-ball féminin des Georgia Tech Yellow Jackets

### Événements particuliers
- Tournoi de boxe aux jeux Olympiques de 1996

## Galerie

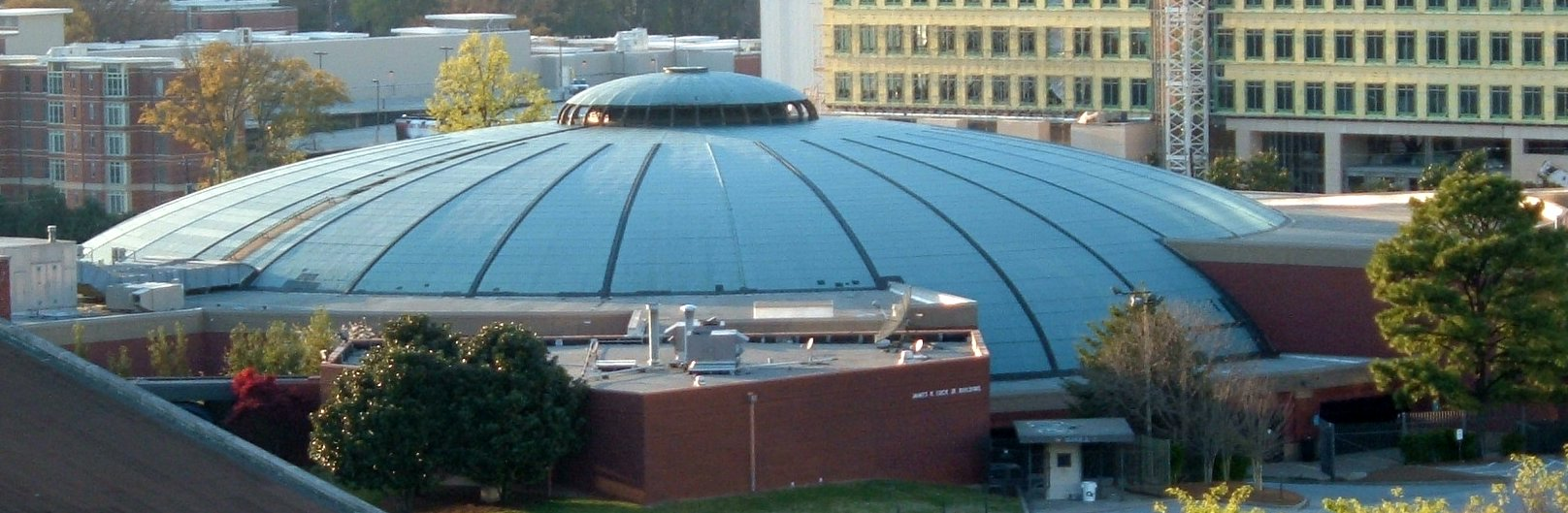
Vue depuis le Sud-Est en 2006.
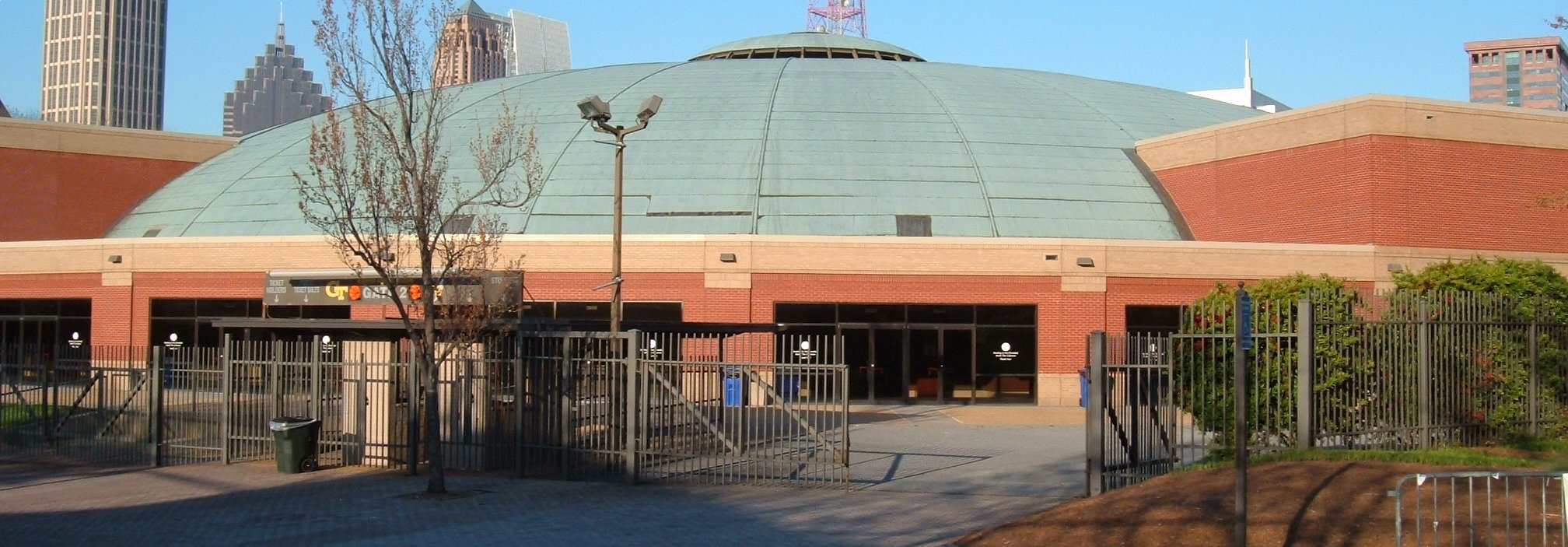
Vue de l'entrée Sud-Ouest en 2006.
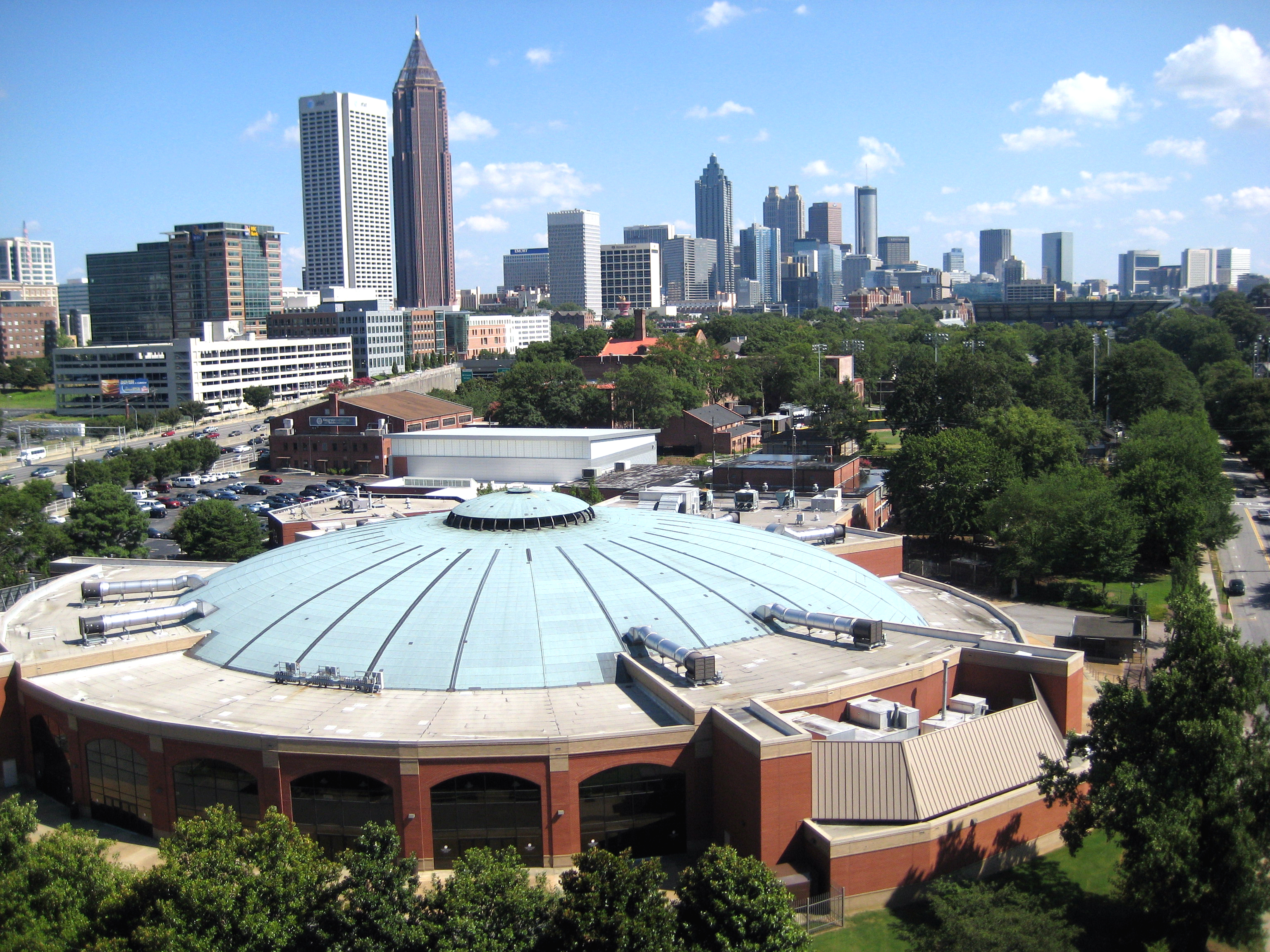
Vue aérienne en  2006.